# Foras

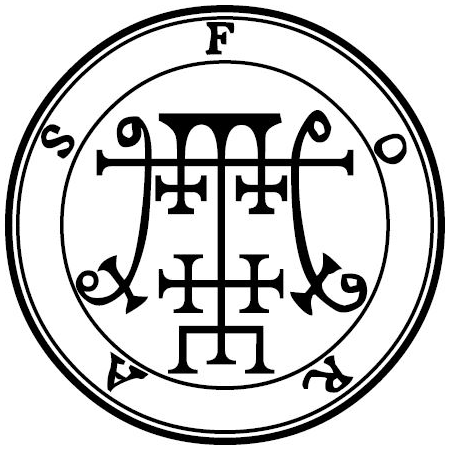
Foras seal

En demonología, Foras (alternativamente Forcas o Forrasis) es un poderoso Presidente del Infierno, siendo obedecido por veinticinco legiones de demonios. Enseña lógica y ética en todas sus ramas, las virtudes de todas las hierbas y piedras preciosas. Puede hacer al hombre ingenioso, elocuente, invisible (invencible acorde a otros autores) y vivir mucho, y puede descubrir tesoros y recuperar cosas perdidas. 
Se le representa como un hombre fuerte.

El Trigésimo primero Espíritu es Foras. Es un poderoso Presidente y aparece en la forma de un hombre fuerte. Puede enseñar a los hombres a comprender las Virtudes de todas las Hierbas y Piedras preciosas. Enseña las Artes de la Lógica y la Ética en su totalidad. Si se desea, hace al hombre invisible, le da larga vida, y le hace elocuente. Puede descubrir tesoros y recuperar cosas perdidas. Gobierna 29 Legiones de Espíritus, y su Sello es éste, lo que lleva, etc.
S. L. MacGregor Mathers (1904)

Su nombre parece derivar del latín foras (fuera).
De acuerdo a las correspondencias con los arcanos menores del tarot establecidas en el Occult Tarot de Travis McHenry, su arcano equivalente es el 9 de oros, por lo que su decano zodiacal abarca los días entre 2 y el 12 de marzo, aproximadamente.